# Mal trago
Mal trago es una película estadounidense estrenada el 19 de enero de 2006, con el título original en inglés de Hard pill (píldora difícil).

## Sinopsis
Los laboratorios New Day desarrollan un medicamento para transformar a los gays en heterosexuales. Tim, que se siente solo debido a que su vida sentimental está marcada por su escaso atractivo para los hombres, se apunta como voluntario para el ensayo clínico de la píldora, a pesar de la oposición de su amigo Joey y del revuelo que se forma en la comunidad gay.
Tras someterse al tratamiento, aparentemente con éxito, regresa a casa y tiene un contacto sexual con su mejor amiga, Sally, que siempre había estado enamorada de él, pero después se desentiende de ella y empieza una relación con otra mujer más atractiva, Tanya. Pero todo no es de color de rosa en su nueva vida, tiene que aumentar mucho la dosis para evitar su atracción por los hombres y poder mantener relaciones sexuales con su nueva novia. Pero sobre todo tiene que afrontar que su nueva orientación sexual ha trastocado totalmente su relación con sus amigos tanto homosexuales como heterosexuales.
Tras el intento de suicidio de su amigo Don decide dejar de tomar las pastillas y volver a su verdadera vida, descubriendo que era lo que su atractivo compañero de trabajo Matt estaba deseando.

## Reparto
- Jonathan Slavin: Tim
- Scotch Ellis Loring: Joey
- Susan Slome: Sally
- Mike Begovich: Don
- Jason Bushman: Matt, compañero de trabajo de Tim
- Jennifer Elise Cox: Tanya, nueva novia de Tim
- Beth Grant: madre de Tanya
- Michael Chieffo: padre de Tanya